# Кливленд-парк (станция метро)
Кливленд-парк (англ. Cleveland Park) — подземная станция Вашингтонгского метро на Красной линии. Станция представлена одной островной платформой. С точки зрения архитектуры Кливленд-парк схожа с другими станциями подземного участка Красной линии Вудли-парк—Медикал-Сентер, который включает 7 станций. Станция обслуживается Washington Metropolitan Area Transit Authority. Расположена в районе Кливленд-парк под Коннектикут-авеню между Ордвэй-стрит и Ньюарк-стрит, Северо-Западный квадрант Вашингтона.
Пассажиропоток — 1.293 млн. (на 2007 год).
Поблизости к станции расположена синагога Адам Исраел Конгригейшен.
Станция была открыта 5 декабря 1981 года.
Открытие станции было совмещено с открытием ж/д линии длиной 3,4 км и ещё двух станций: Вудли-парк и Ван-Несс — Ю-Ди-Си.